# Iosif Mogârzan
Iosif Mogârzan (n. 3 februarie 1971, Slatina, Suceava, România) este un cleric ortodox de stil vechi din România, care îndeplinește în prezent funcția de episcop-vicar al Bisericii Ortodoxe de Stil Vechi din România. 

## Biografie
Iosif Mogârzan s-a născut la data de 3 februarie 1971, în satul Slatina (județul Suceava) într-o familie numeroasă de oameni gospodari, credincioși ortodocși pe stil vechi, fiind al șaptelea fiu între cei șaptesprezece frați. A primit la botez numele de Mihail Mogârzan.
Familia Mogărzan are o bogată tradiție monahală, șapte dintre copii, în număr de 70 de toți, sunt acum monahi pe stil vechi (ieromonahi, ierodiaconi sau maici). Mihail era nepot de frate al mitropolitului Vlasie Mogârzan al Bisericii Ortodoxe de Stil Vechi din România.
El s-a dedicat de când era foarte tânăr vieții monahale. La vârsta de 19 ani, în anul 1990, a intrat ca frate la Mănăstirea Slătioara, în ziua praznicului Întâmpinării Domnului (după calendarul iulian). În anul 1993 este tuns în monahism, primind numele de Iosif, apoi, la scurtă vreme, este hirotonit ierodiacon. În anul 1995, IPS Vlasie l-a hirotonit ieromonah, pe seama Mănăstirii Slătioara, unde va fi preot-slujitor până în anul 2002.
După decesul episcopului pensionar Cozma Lostun (†2002), ieromonahul Iosif este numit noul stareț al Mănăstirii Dornelor din satul Neagra Șarului, comuna Șaru Dornei (județul  Suceava), ocupându-se de finalizarea construcției așezământului monahal (biserica cu hramul “Sfinții Părinți de la Soborul I Ecumenic de la Niceea”, blocul de chilii și clădirile-anexe). Construcția mănăstirii fusese începută de către PS Cozma și era pe jumătate terminată. Iosif Mogârzan a fost înaintat apoi la rangul de arhimandrit.
La data de 16/29 octombrie 2004, arhimandritul Iosif Mogârzan, starețul Mănăstirii Dornelor din Neagra Șarului, a fost hirotonit la Mănăstirea Slătioara ca episcop-vicar al Mitropoliei Ortodoxe de Stil Vechi din România, cu titlul de "Botoșăneanul". Hirotonirea PS Iosif ca episcop a fost săvârșită de către ierarhii Bisericii Ortodoxe de Stil Vechi din România (IPS Vlasie Mogârzan, PS Demostene Ioniță, PS Pahomie Morar, PS Ghenadie Gheorghe, PS Sofronie Oțel și PS Teodosie Scutaru), asistați de către PS Ambrozie de Methone (reprezentant al mitropolitului Kiprian de Oropos și Fili), de PS Episcop Photie de Triaditza (Bulgaria) și de aproape 60 de preoți și 10 diaconi. 
În prezent, PS Iosif Botoșăneanul își are reședința la Mănăstirea Dornelor, al cărei stareț continuă să fie.